# Сокел (Каліфорнія)
Сокел (англ. Soquel) — переписна місцевість (CDP) в США, в окрузі Санта-Крус штату Каліфорнія. Населення — 9980 осіб (2020).

## Географія
Сокел розташований за координатами 36°59′52″ пн. ш. 121°56′54″ зх. д. / 36.99778° пн. ш. 121.94833° зх. д. (36.997758, -121.948251).  За даними Бюро перепису населення США в 2010 році переписна місцевість мала площу 11,91 км², уся площа — суходіл.

## Демографія
Згідно з переписом 2010 року, у переписній місцевості мешкали 9644 особи в 3912 домогосподарствах у складі 2399 родин. Густота населення становила 810 осіб/км².  Було 4107 помешкань (345/км²).
Расовий склад населення:
| - 81,9 % — білих - 3,7 % — азіатів - 0,9 % — чорних або афроамериканців - 0,7 % — корінних американців - 0,2 % — вихідців з тихоокеанських островів - 7,2 % — осіб інших рас |

До двох чи більше рас належало 5,4 %. Частка іспаномовних становила 16,7 % від усіх жителів.
За віковим діапазоном населення розподілялося таким чином: 20,1 % — особи молодші 18 років, 67,3 % — особи у віці 18—64 років, 12,6 % — особи у віці 65 років та старші. Медіана віку мешканця становила 43,2 року. На 100 осіб жіночої статі у переписній місцевості припадало 91,8 чоловіків;  на 100 жінок у віці від 18 років та старших — 90,4 чоловіків також старших 18 років.
Середній дохід на одне домашнє господарство  становив 95 547 доларів США (медіана — 75 033), а середній дохід на одну сім'ю — 114 462 долари (медіана — 95 089). Медіана доходів становила 61 318 доларів для чоловіків та 50 025 доларів для жінок. За межею бідності перебувало 12,9 % осіб, у тому числі 14,5 % дітей у віці до 18 років та 10,2 % осіб у віці 65 років та старших.
Цивільне працевлаштоване населення становило 5264 особи. Основні галузі зайнятості: освіта, охорона здоров'я та соціальна допомога — 24,8 %, мистецтво, розваги та відпочинок — 12,0 %, роздрібна торгівля — 11,6 %.